# ريدوت (شركة)
ريدوت (بالروسية: Редут) أو (بالروسية: ЧВК «Редут») وتكتب (باللاتينية:  ChVK «Redut») تُعرف أيضاً باسم ريدوبت (بالإنجليزية: Redoubt)‏ أو ريدويت أنتيتيرور (بالإنجليزية: Redut-Antiterror)‏ أو مركز R (بالإنجليزية: Center R)‏. وعُرفت سابقاً باسم شيلد (بالإنجليزية: Shield)‏، هي شركة عسكرية وأمنية روسية خاصة (الشركات العسكرية والأمنية الخاصة [الإنجليزية]) التي تعد جزءً من "عائلة مكافحة الإرهاب"، وهي عائلة مكوّنة من شركات عسكرية وأمنية خاصة تحمل أسماء مشابهة تحمي العمليات التجارية للشركات الروسية. حالياً فإن الشركة وكغيرها من الشركات الروسية العسكرية الخاصة تشارك في الحرب الروسية الأوكرانية.
أسست عام 2008 لتكون دمجًا لعدة مجموعات مخضرمة صغيرة من جهاز المخابرات الخارجية الروسي ، والقوات الجوية الروسية ، ووحدات وزارة الدفاع الروسية الذين حصلوا على خبرة قتالية في المهام العسكرية ومهام حفظ السلام.
تُدين الدول الغربية المجموعة وتعتبر أن أعضائها شاركو بارتكاب جرائم حرب خلال الحرب الروسية الأوكرانية.